# Michael Achmeteli
Michael Achmeteli (georgisch მიხეილ ახმეტელი, Mikheil Akhmeteli; * 27. April 1895 in Bordschomi; † Oktober 1963) war ein georgischer Professor und Experte für die sowjetische Landwirtschaft und später Chef des Wannsee-Instituts, eines geheimen Forschungsinstituts des Sicherheitsdienstes der SS für Osteuropa-Studien in Berlin während des Dritten Reichs.

## Leben und Vorkriegszeit
Michael Achmeteli wurde 1895 in Bordschomi in Süd-Zentral-Georgien als Sohn des Lehrers Konstantin Achmeteli geboren, damals Teil des russischen Reiches. Nach dem Besuch des humanistischen Adelsgymnasiums in Tiflis studierte Achmeteli an der Universität Charkow (zwischen 1915 und 1917) und erhielt von der Regierung des neuen unabhängigen Georgien ein Stipendium für ein Studium an der Universität Jena im Jahr 1919. Zwischen 1922 und 1924 nahm Achmeteli am Befreiungskampf in Georgien teil, ehe er das Land verlassen musste.
Achmeteli promovierte in Jena im Jahr 1924 zum Dr. rer. pol. mit einer Arbeit über „Ökonomie des Transkaukasus“. 1925 begann Achmeteli Agrarwissenschaften zu studieren, zog 1926 nach Breslau und wurde Privatdozent an der dortigen Universität. Ab 1927 arbeitete er als wissenschaftlicher Angestellter und später (Ober-)Assistent am Osteuropa-Institut in Breslau. 1930 promovierte er als Abschluss eines Landwirtschaftsstudiums in Breslau zum Dr. phil. 1934 war er dort als Lehrbeauftragter für Rußlandkunde und russische Wirtschaftskunde tätig. Im Folgejahr hatte er eine Lehrstuhlvertretung für Volkswirtschaftslehre an der TH Breslau inne. 1936 habilitierte er sich. Von Breslau wechselte er 1937 als Außerordentlicher Professor für Volks- und Landeskunde der Sowjetunion an der Universität Berlin.
Michael Achmeteli war als Neffe des ehemaligen georgischen Botschafters in Berlin, Wladimir Achmeteli, in der georgischen Emigration bestens vernetzt. Achmeteli war wie sein Onkel georgischer Nationalist und als solcher ein intimer Feind der Russen, die sein Heimatland Georgien besetzt hatten. Achmeteli galt als „Bücherwurm“ und war ständig am Erwerb von Büchern interessiert. So lernte er den Verlagsdirektor des Ferdinand-Hirt-Verlages in Breslau kennen, Walther Gehlen, den Vater von Reinhard Gehlen. Walther Gehlen hatte mit Hilfe seiner Beziehungen Achmeteli dabei geholfen, eine Festanstellung beim Breslauer Osteuropainstitut zu erhalten. Die so entstandene Verbindung zur Familie Gehlen hielt auch nach dem Krieg zu Reinhard Gehlen, dem späteren Chef der Organisation Gehlen und des BND noch an.
Bereits ab 1934 war Achmeteli gelegentlich für den Sicherheitsdienst der SS (SD) tätig gewesen und hatte am Breslauer Osteuropa-Institut für den SD einzelne Studien zu Russland gefertigt. Achmetelis Arbeiten waren anscheinend wertvoll und im SD-Hauptamt hatte man erkannt, welche Bedeutung die Breslauer Archive für die Ostforschung und den SD hatten. Achmeteli galt als Egozentriker, der weder Kritik noch Konkurrenz duldete. Er begann zur Stärkung seiner Position in Breslau ab 1933 gegen die jeweiligen Direktoren des Osteuropa-Instituts zu intrigieren. Achmeteli wolle sich laut Gerhard von Mende eine Monopolstellung in der Russland-Forschung sichern. Otto Auhagen in Breslau wurde beispielsweise von Achmeteli als Zionist und Freimaurer angeprangert und musste seinen Posten räumen. Dessen Nachfolger, die Professoren Manfred Laubert und Hans Uebersberger wurden von Achmeteli persönlich angegriffen. Offensichtlich hatte Achmeteli Abnehmer beim SD für seine wissenschaftlichen Arbeiten und wollte diese Verbindung für sein weiteres Fortkommen nutzen. Da er sich mittels seiner Intrigen beim Reichserziehungsministerium (REM) nicht als möglicher künftiger Leiter des geplanten Berliner Russland-Instituts in Stellung bringen konnte, wandte sich Achmeteli 1936 über einen Vertreter der SS in Breslau an den SD in Berlin. Auf Druck des SD-Hauptamts unter Franz-Alfred Six kam es Ende 1936 zu Gesprächen zwischen dem SD und dem REM die darauf abzielten, Achmeteli mit der Leitung des Russland-Instituts der Auslandshochschule in Berlin zu beauftragen.
Parallel dazu sollte Achmeteli für den SD ein eigenes Forschungsinstitut betreiben, dass 1937 mit dem „Wannsee-Institut“ in Berlin realisiert wurde. Am 28. Januar 1937 erschienen SD-Leute in Breslau, beschlagnahmten die gesamte Russland-Bibliothek des Osteuropa-Instituts und verbrachten sie als Forschungsbasis für Achmetelis geheimes SD-Forschungsinstitut nach Berlin. Die Bibliothek kam in das Landhaus Oppenheim in Berlin, Am Großen Wannsee 43/45. Achmeteli hatte nun zwei Hüte auf und konnte als Berater die Russland-Forschung für den SD wie auch für Regierungseinrichtungen aufbauen. Außerdem gewann er für den SD Studenten, die im Russland-Institut der Universität Berlin ihre offiziellen Weihen erhielten, während sie im Wannsee-Institut geheime Analysen für den SD erstellten.
Achmeteli war ferner zunächst freundschaftlich mit Alfred Rosenberg verbunden und der Sicherheitsdienst erwartete von ihm, dass er das Wissen besonders über die Sowjetunion erweiterte. Unter dem Pseudonym Konstantin Michael veröffentlichte er ein Buch über die sowjetische Landwirtschaft und Zwangskollektivierung.

## Kriegszeit
Im November 1940 wurde das Wannsee-Institut dann offiziell als Sonderreferat dem Reichssicherheitshauptamt, Amt VI (Auslands-SD) unterstellt.
Nacheinander entstanden unter der Regie der Gestapo sogenannte kaukasische Vertrauensstellen in Berlin, Warschau und Paris. Sie dienten der Kontrolle der Emigranten und wurden von der Gestapo betrieben aber vom SD intensiv für die Gewinnung von kaukasischen und insbesondere georgischen Vertrauensleuten genutzt. Wladimir Achmeteli und sein Neffe Michael spielten dabei zentrale Rollen. Letzterer hatte den Kontakt zu Michael Kedia vermittelt, der in Paris die Vertrauensstelle leitete und dann nach Berlin kam, um hier als wichtigster Berater der deutschen Geheimdienste in Fragen des Kaukasus zu wirken.
Achmeteli lehrte ab 1941 als ordentlicher Professor für Volks- und Landeskunde der Sowjetunion an der „Auslandshochschule“ bzw. „Auslandswissenschaftlichen Fakultät“ der Universität Berlin (ehemaliges Seminar für Orientalische Sprachen). Auch leitete er das Rußlandinstitut der Universität Berlin.
Nach der Verlegung des Wannsee-Instituts von Berlin in die Steiermark auf Schloss Plankenwarth versuchte Michael Achmeteli im Februar 1944 seine Denkschriften in Umgehung der mittlerweile vorgesetzten Amtsgruppe VI G des Reichssicherheitshauptamtes unmittelbar dem Gauleiter der Steiermark vorzulegen. Ein Plan, Achmeteli von der Führung des Instituts zu entbinden, wurde vorerst noch einmal zurückgestellt, dann aber doch im August 1944 umgesetzt. Als Nachfolger von Achmeteli hatte man Hauptsturmführer Gerhard Teich eingesetzt.

## Nachkriegszeit
Nach dem Krieg ließ sich Achmeteli in München nieder und arbeitete an der Ludwig-Maximilians-Universität als Professor. Er blieb ein Gegner der sowjetischen Herrschaft in Georgien und beteiligte sich im Antibolschewistischen Block der Nationen. Über Achmetelis Nachkriegsleben ist wenig bekannt, weil es weiterhin eng mit dem Geheimdienstmilieu verknüpft war. Er soll nach dem Krieg ein geheimes Ostforschungsinstitut in Unterweilbach bei Dachau für die Organisation Gehlen betrieben haben, also den von Reinhard Gehlen geleiteten Geheimdienst der Amerikaner in Deutschland und Vorläufer des BND. 1953 gelangte Achmeteli in das „Institut zur Erforschung der UdSSR“ in München, einer verdeckten CIA-Einrichtung, die von dem vormaligen US-Geheimdienstler George Fischer ab Juli 1950 als „Munich Institute for the Study of USSR“ unter dem kulturellen Deckmantel durch die CIA über das Amerikanische Komitee für die Befreiung der Völker Russlands (AMCOMLIB) betrieben wurde.
Achmeteli war mit Ruth Frieda Johanna, geb. Göhring, verheiratet. Aus der Ehe ging ein Kind hervor.

## Veröffentlichungen
- Die wirtschaftliche Bedeutung Transkaukasiens mit besonderer Berücksichtigung Georgiens. Dissertation, Universität  Jena, 1924.
- Das Gesetz des abnehmenden Ertragszuwachses und seine gegenwärtige Beurteilung. Dissertation, Universität Breslau, 1932.
- Querschnitt durch die Industrie Sowjetrußlands. In: Oskar Eugen Günther: Ostraum-Berichte. Nr. 1, Osteuropa-Institut Breslau, 1935, S. 70–128.
- Die qualitativen Leistungen und die Betriebsverhältnisse der sowjetrussischen Industrie. In: Oskar Eugen Günther: Ostraum-Berichte. Nr. 2, Osteuropa-Institut Breslau, 1935, S. 80 ff.
- Die Agrarpolitik der Sowjet-Union und deren Ergebnisse. Nibelungen-Verlag, Berlin 1936.
- Bauern unterm Sowjetstern. Blut-und-Boden-Verlag, Goslar 1938.